# .hk
.hk est le domaine de premier niveau national (country code top level domain : ccTLD) réservé à Hong Kong. La version en sinogrammes est .香港.